# Бертран Піккар
Бертра́н Пікка́р (фр. Bertrand Piccard; нар. 1 березня 1958) — швейцарський психіатр і повітроплавець.
Бертран Піккар народився в Лозанні. Його дід, Огюст Піккар, і його батько, Жак Піккар, були повітроплавцями і винахідниками.
В 1999 році Піккар і Браян Джонс вперше в світі здійснили навколосвітню подорож на повітряній кулі. 1 березня 1999 на кулі «Breitling Orbiter 3» вони вилетіли з Шато д'Е (Chateau d'Oex) в Швейцарії і приземлилися в Єгипті після 45 755 км польоту, політ тривав 19 днів, 21 годину і 47 хвилин. За це вони отримали Harmon Trophy.
5 листопада 2007 року Піккар разом з Андре Боршбергом презентував модель літака на сонячних батареях — «Solar Impulse». В червні 2012 року Піккар здійснив на цьому літаку трансконтинентальний переліт — з Мадрида в Марокко. На подібному літаку Бертран сподівається виконати безпосадковий навколосвітній переліт.